# Sengierita
La sengierita és un mineral de la classe dels òxids que pertany al grup de la carnotita. Rep el seu nom d'Edgard Sengier (1879-1963), director de la Unió Minera de l'Alt Katanga. Va subministrar minerals d'urani de Katanga per al projecte Manhattan.

## Característiques
La sengierita és un òxid de fórmula química Cu₂(UO₂)₂(VO₄)₂·6H₂O. Cristal·litza en el sistema monoclínic. La seva duresa a l'escala de Mohs és 2,5.
Segons la classificació de Nickel-Strunz, la sengierita pertany a «04.HB - V[5+, 6+] Vanadats: uranil Sorovanadats» juntament amb els següents minerals: carnotita, margaritasita, curienita, francevillita, fritzscheïta, metavanuralita, vanuralita, metatyuyamunita, tyuyamunita, strelkinita, uvanita i rauvita.

## Formació i jaciments
Es tracta d'un mineral secundari poc comú dipositat a partir de solucions derivades de l'alteració de l'uraninita. Va ser descoberta a mitjans del segle xx a la mina Luiswishi, a Lubumbashi, Katanga, a la República Democràtica del Congo, on sol trobar-se associada a altres minerals com: volborthita, vandenbrandeïta, malaquita i crisocol·la. Als territoris de parla catalana ha estat descrita a la mina Eureka, a la localitat de Castell-estaó (Pallars Jussà, Lleida).